# ミルラ (小惑星)
ミルラ (381 Myrrha) は小惑星帯にあるとても大きな小惑星である。C型小惑星に分類される。
フランスの天文学者、オーギュスト・シャルロワによってニースで発見され、ギリシア神話に登場するアッシリアの王女ミルラにちなんで命名された。
1991年1月13日にはミルラによるふたご座γ星の掩蔽が日本と中国で観測され、詳しい大きさと形が測定された。